# Torben Piechnik
Torben Piechnik est un footballeur danois né le 21 mai 1963 à Hellerup. Il évoluait au poste de défenseur.

## Carrière
- 1979-1987 : KB Copenhague  Danemark
- 1988-1990 : Ikast FS  Danemark
- 1990-1992 : B 1903 Copenhague  Danemark
- 1992-1992 : FC Copenhague  Danemark
- 1992-1994 : Liverpool  Angleterre
- 1994-1999 : AGF Århus  Danemark

## Palmarès
- 15 sélections et 0 but avec l'équipe du Danemark entre 1991 et 1996
- Vainqueur de l'Euro 1992 avec le Danemark
- Vainqueur de la Coupe du Danemark en 1996 avec l'AGF Århus